# فدراسیون بسکتبال یونان
فدراسیون بسکتبال یونان (یونانی: Ελληνική Ομοσπονδία Καλαθοσφαίρισης) نهاد اداره کننده ورزش بسکتبال در کشور یونان است. این فدراسیون که در سال ۱۹۳۲ تاسیس شده مقر آن در شهر آتن قرار دارد.